# Holiday (America)
Holiday è il quarto album in studio del gruppo musicale statunitense America, pubblicato nel 1974.

## Tracce
1. Miniature – 1:12
2. Tin Man – 3:27
3. Another Try – 3:16
4. Lonely People – 2:27
5. Glad to See You – 3:42
6. Mad Dog – 2:33
7. Hollywood – 2:49
8. Baby It's Up to You – 2:24
9. You – 2:25
10. Old Man Took – 3:10
11. What Does It Matter – 2:18
12. In the Country – 2:58